# Henryk Galant
Henryk Galant (né le 17 janvier 1956 à Świebodzin) est un athlète polonais, spécialiste du 400 m.
Il a participé aux Jeux olympiques de 1976 et a remporté le titre de champion d'Europe junior en 1975.